# Hagedorn (Steinheim)
Hagedorn ist ein Stadtteil von Steinheim im Kreis Höxter, Nordrhein-Westfalen, mit zurzeit 110 Einwohnern (Stand: 31. Dezember 2022).

## Geschichte
Hagedorn ist ein um Jahr 1522 entstandenes Dorf. Es gehörte bis zu den Napoleonischen Kriegen zum Hochstift Paderborn, besaß aber einen Sonderstatus, da die Kontributionen des Dorfes an die Fürsten von Lippe geleistet werden mussten. Der Ort fiel 1807 an das Königreich Westphalen und gehörte dort bis 1813 zum Kanton Vörden im Distrikt Höxter des Departements der Fulda. Nach der napoleonischen Niederlage fiel Hagedorn 1813 wieder an Preußen und wurde 1816 dem neuen Kreis Höxter zugeordnet. Im Kreis Höxter gehörte Hagedorn bis 1936 zum Amt Vörden und wechselte dann in das Amt Steinheim.
Am 1. Januar 1970 wurde Hagedorn durch das Gesetz zur Neugliederung des Kreises Höxter in die Stadt Steinheim eingemeindet.

## Partnerschaften
Seit 2001 ist Hagedorn mit dem finnischen Dorf Kirkonkylä freundschaftlich verbunden.

## Museen
Im Feuerwehrmuseum Hagedorn wird die Geschichte der örtlichen Feuerwehr dargestellt.